# Periclimenes aleator
Periclimenes aleator är en kräftdjursart som beskrevs av Bruce 1991. Periclimenes aleator ingår i släktet Periclimenes och familjen Palaemonidae. Inga underarter finns listade i Catalogue of Life.